# Arhopala hewitsoni
Arhopala hewitsoni är en fjärilsart som beskrevs av Bethune-Baker 1903. Arhopala hewitsoni ingår i släktet Arhopala och familjen juvelvingar. Inga underarter finns listade i Catalogue of Life.